# Косоткель
Косоткель (каз. Қосөткел) — село в Хобдинском районе Актюбинской области Казахстана. Входит в состав сельского округа Имангали Билтабанова. Код КАТО — 154241200.

## Население
В 1999 году население села составляло 219 человек (114 мужчин и 105 женщин). По данным переписи 2009 года, в селе проживало 219 человек (116 мужчин и 103 женщины).